# Kim Jong-hyun
Kim Jong-hyun (김 종현?; Jeonnam, 21 luglio 1985) è un tiratore a segno sudcoreano, vincitore di una medaglia d'argento ai Giochi olimpici di Londra 2012.

## Palmarès

### Giochi olimpici
- 1 medaglia:
  - 1 argento (carabina 50 metri 3 posizioni a Londra 2012).

### Campionati asiatici
- 1 medaglia:
  - 1 argento (carabina 50 metri 3 posizioni a Doha 2012).

### Giochi asiatici
- 1 medaglia:
  - 1 argento (carabina 50 metri 3 posizioni a Guangzhou 2010).